# 南陰平郡
南陰平郡，東晉設置的僑郡。永嘉年間陰平郡流亡民眾南遷，寄治萇陽（今四川省德陽市西北）。領有實縣綿竹縣及陰平僑縣。
任荊州刺史期間，遷移新蔡郡流亡民眾寄治尋陽黥布舊城（今湖北省黃梅縣西）。晉孝武帝太元三年（378年）左右，將西陽郡蘄陽縣撥付給新蔡僑郡，成為實土僑郡。其下尚領慎、宋、苞信3個僑縣。
劉宋時，為了把僑郡與北方原陰平郡相區別，稱南陰平郡，隸屬益州。領有實縣綿竹縣及陰平1個僑縣。南齊時領縣同前。
梁朝承聖元年（552年），南陰平郡移屬潼州，隔年（553年）西魏攻取四川。北周時廢南陰平郡，置南陰平縣。